# みまつ食品
株式会社みまつ食品（みまつしょくひん）は、群馬県前橋市上大島町に本社を置く日本の食品会社である。

## 概要
主に餃子や焼売のチルド食品・冷凍食品の製造販売を行っており、一日あたりの餃子の生産能力は約100万個である。原料は可能な限り県内産を使用して地産地消に取り組んでいる。小学生の社会科見学・高校生のインターン・餃子教室・旗振り・朝の清掃など地域貢献活動や、照明のLED化・キャベツサイダーなど環境配慮に取り組んでいる。HACCP対応の衛生管理を行っている。

## 沿革
- 1970年 - 群馬県前橋市で個人事業態「みまつ食品」として創業　餃子の製造販売を開始[5]
- 1974年 - 「有限会社みまつ食品」として法人化[5]
- 1976年 - 株式会社化[5]
- 1980年 - 新工場第1期・第2期工事完成[5]
- 1987年 - 手づくり餃子量産化のための「株式会社鳳食」設立[5]
- 1989年 - 第3期工場完成[5]
- 1996年 - 第3期工場に第4期工場増設[5]
- 2003年 - ぐんまけん1社1技術選定[5]
- 2007年 - 第5期工場として現在地に新工場設立移転[5]
- 2010年 - 群馬県食品自主衛生管理認証制度取得[5]
- 2012年 - 第20回優良外食産業表彰（地産地消推進部門）受賞[5]
- 2016年 - 平成27年度群馬県優良企業表彰（ものづくり部門）受賞[5][3]
- 2017年 - ISO 9001認証取得[5]

### 餃子の消費期限印字ミス
みまつ食品が出荷した冷蔵の餃子に消費期限に印字ミスがあり、同社が自主回収していることが報じられた。既に販売された餃子に関しては、回収にまでに至らず、消費者のもとで保管されているとしている。